# ليا مانوليو
ليا مانوليو (بالرومانية: Lia Manoliu)‏ هي رامية قرص رومانية من أصل مولدوفي ولدت في يوم 25 أبريل 1932 في مدينة كيشيناو في مملكة رومانيا، أبرز إنجازاتها هو فوزها بالميدالية الذهبية في دورة الألعاب الأولمبية الصيفية 1968 في مكسيكو، كما فازت بالميدالية البرونزية في دورة الألعاب الأولمبية الصيفية 1960 في روما وبميدالية برونزية أخرى في دورة الألعاب الأولمبية الصيفية 1964 في طوكيو، أفضل رقم شخصي لها هو 62.06 متر وألذي سجلته في سنة 1972، بعد إعتزالها أصبحت إحدى عضوات اللجنة الأولمبية الدولية في سنة 1976 وفي سنة 1992 أصبحت عضوة في البرلمان الروماني، توفيت مانوليو في يوم 9 يناير 1998 في بوخارست بعد إصابتها بنوبة قلبية.

## روابط خارجية
- ليا مانوليو على موقع الاتحاد الدولي لألعاب القوى (الإنجليزية)
- ليا مانوليو على موقع اللجنة الأولمبية الدولية (الإنجليزية)
- ليا مانوليو على موقع أوليمبيديا (الإنجليزية)
- ليا مانوليو على موقع اللجنة الأولمبية الرومانية (الرومانية)